# Alfredo Ferraz
Alfredo Ferraz (* 8. November 1901; † 16. September 1960) war ein portugiesischer Karambolagespieler und Weltmeister.

## Karriere
Ferraz wurde auf der Insel Madeira geboren und kam zum Maschinenbaustudium an das Instituto Superior Técnico nach Lissabon. Seine Leidenschaft für Billard wuchs hier stark, und er erwarb eine Beteiligung am Billardsalon der Sociedade de Billard do Rossio, die ihren Sitz über dem Café Nicola am Rossio-Platz hatte. Ferraz war danach mitverantwortlich für Turniere, die dort immer populärer wurden und das Niveau des portugiesischen Billard stetig anhoben. Seine zunehmenden internationalen Erfolge verliehen dem Billard in der Folge weitere Popularität in Portugal.
Ferraz war ein Karambolagespieler, der in allen Disziplinen zu Hause war. Seine größten Erfolge erzielte er jedoch im Serienspiel der Freien Partie und Cadre. Seine erste Weltmeisterschaft spielte er 1930 in Barcelona in der Freien Partie. Er erreichte den dritten Platz hinter dem Ägypter Edmond Soussa und Théo Moons aus Belgien. Ein Jahr später schlug er Soussa bei der Concours International de Fantasie Classique, einer Art Prä-Weltmeisterschaft vor den ab 1937 von der Confédération International de Billard Artistique (CIBA) ausgetragenen Weltmeisterschaften im Kunststoß. Im Einband konnte Ferraz bei der WM 1934 eine Silbermedaille hinter dem Österreicher Ernst Reicher gewinnen. 1936 folgte dann im schweizerischen Lausanne die Goldmedaille in der Freien Partie.
In Lissabon und Setúbal sind Straßen nach Alfredo Ferraz benannt.

## Erfolge
- Freie-Partie-Weltmeisterschaft:  1930 •  1933, 1938 •  1930
- Concours International de Fantaisie Classique:  1931
- Cadre-71/2-Weltmeisterschaft:  1939
- Fünfkampf-Weltmeisterschaft:  1936
- Einband-Weltmeisterschaft:  1934
- Cadre-71/2-Europameisterschaft:  1948
- Dreiband-Europameisterschaft:  1939[5]